# Rhonda (Band)
Rhonda ist eine Neo-Soulband aus Norddeutschland.

## Bandgeschichte
Nachdem die Rockband Trashmonkeys 2012 ihre Auflösung bekannt gegeben hatten, schlossen sich vier der Musiker ohne Sänger Wolfinger zu einer neuen Band zusammen. Die bisherige Bassistin Milo Milone wurde neue Sängerin von Rhonda, zu Dennis Rux (der später durch Ben Schadow ersetzt wurde), Offer Stock und Gunnar Riedel kam noch Jan Fabricius als neuer Bassist hinzu. Musikalisch orientierten sich die Musiker um in Richtung Soul. Anfang Juni 2014 spielte die Band im Vorprogramm von Paul Weller bei drei Auftritten in Deutschland.
Ihr Debütalbum Raw Love wurde am 25. Juli 2014 veröffentlicht und konnte sich auf Anhieb in den deutschen Albumcharts platzieren. Im Januar 2017 folgte das zweite Album Wire, das ebenso wie das erste Album von Gregor Hennig im Studio Nord Bremen produziert wurde. Mit ihrem dritten Album You Could Be Home Now erreichten Rhonda Platz 51 der deutschen Albumcharts. Produziert und aufgenommen wurde das Album von Gitarrist Ben Schadow in Deutschland und den USA.
Die Band lebt und arbeitet mittlerweile überwiegend in Hamburg.

## Mitglieder
- Milo Milone: Gesang, Gitarre, Perkussion
- Ben Schadow: Gitarre, Harmoniegesang
- Offer Stock: Orgel, Gitarre, Perkussion
- Tom Wagner: Bass, Harmoniegesang
- Gunnar Riedel: Schlagzeug

## Diskografie
Alben
- 2014: Raw Love
- 2017: Wire
- 2019: You Could Be Home Now
- 2023: Forever Yours

Lieder
- 2014: Camera
- 2019: Run Boy Run (auf Lauter Werder)

Singles
- 2012: Take It Back / Sound of Soda – copaseDisques (SI-019)
- 2013: Here We Go Again / Come with Me – copaseDisques (SI 022)
- 2019: So Wrong
- 2020: Santa Barbara